# Montážní linka

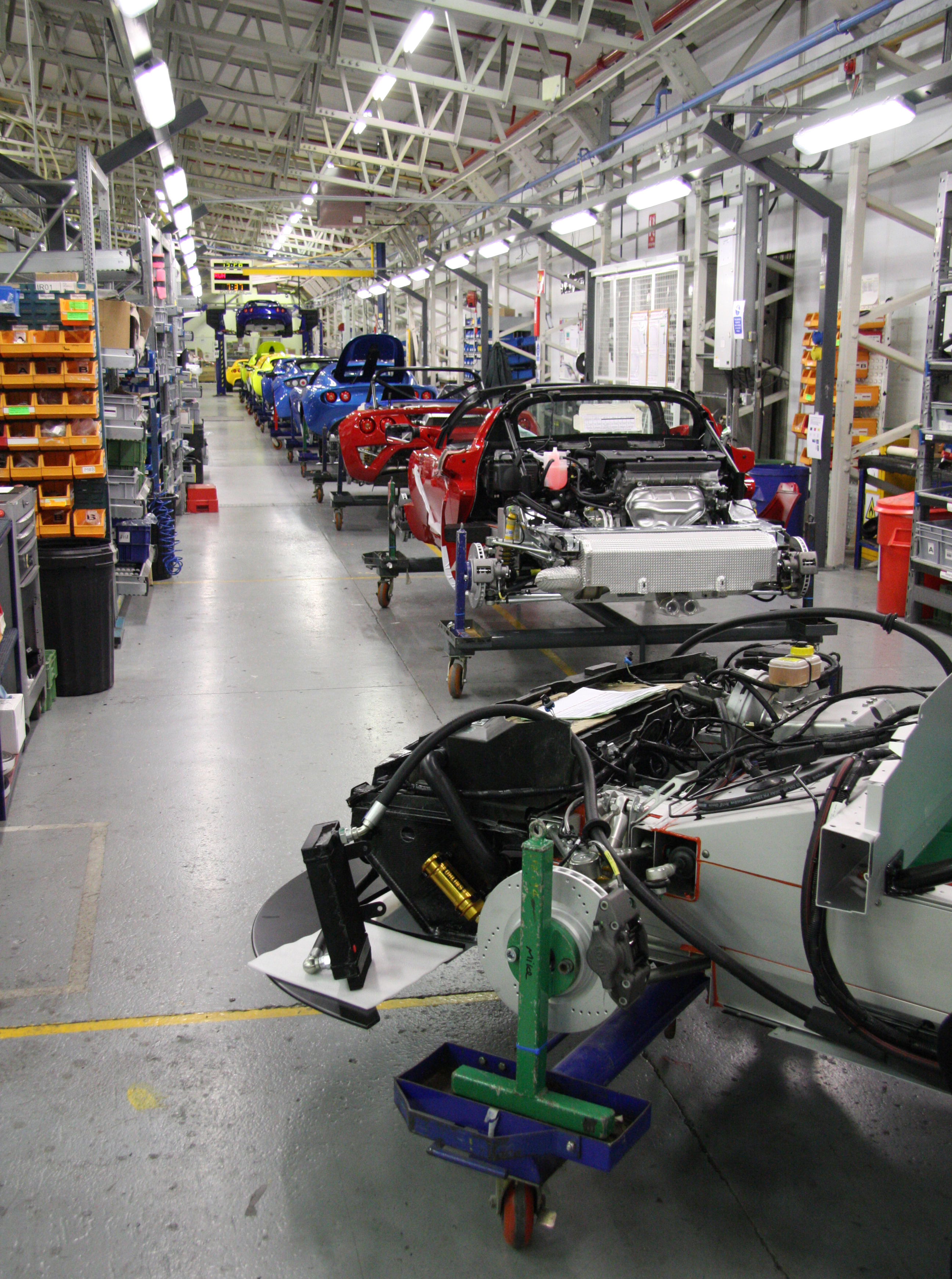
Výrobní linka automobilů Lotus v roce 2008

Montážní linka je výrobní proces (též označovaný jako pásová výroba), jehož části (obvykle zaměnitelné) postupným způsobem utvářejí výsledný produkt při použití optimálního plánování logistiky za účelem výroby finálního produktu mnohem rychleji než individuální ruční kompletací. Masová produkce na montážních linkách je všeobecně považována za urychlující prvek, který napomohl ustanovení moderní spotřebitelské kultury snížením nákladů na vyráběné zboží.
Za popularizaci sériové výroby pomocí montážní linky stojí firma Ford Motor Company, která ho aplikovala u svého automobilu Ford model T mezi roky 1908 a 1915. V následující dekádě pak vešel tento způsob výroby ve všeobecnou známost díky návazným sociálním změnám, jako je zvýšení produkce, zkrácení času potřebného k výrobě jednoho kusu, pokles ceny výrobku a zároveň i zvýšení mezd pracovníků firmy. Henry Ford se tak stal výrazným inovátorem průmyslové výroby (inspiroval se linkou jatek). Zavedl také to, že z jeho pracovníků se stávali jeho noví zákazníci (protože je v tom podporoval i finančně).

## Historie
Už dlouho před průmyslovou revolucí spolupracovali řemeslníci na výrobě nejrůznějších výrobků. Dělba práce byla použita ve Staré Číně při masové produkci kovového zemědělského nářadí, porcelánu, brnění a zbraní. Benátský Arsenal (komplex lodních doků a výroby zbraní pro jejich vyzbrojování) fungoval podobně jako montážní linka. Lodě byly posouvány kanálem, kolem něhož sídlily dílny dodávající různé vybavení (standardizované nebo vyrobené individálně na zakázku). Na vrcholu své činnosti na začátku 16. století zaměstnával Arsenal 16 000 pracovníků a produkoval zhruba jednu loď denně. Přestože se způsob tamní výroby zachoval do počátků průmyslové revoluce, nikde jinde se významně neuchytil.
Podle dostupných písemných záznamů byl první dopravní pás uveden do provozu britským námořnictvem v roce 1804. Ransom Eli Olds, zakladatel značky Oldsmobile, předložil návrh na montážní linku a v roce 1901 mu byl patentován. V roce 1907 v Evropě použil pásovou výrobu Ludwig Roselius a několikanásobně tak navýšil výrobu kávy. V 19. století došlo k postupné realizaci snu o univerzálních výrobních dílech a k znovuvynalezení workflow a popisu práce za použití analytických metod. Firma Ford byla první firma, která v rámci tohoto konceptu postavila velké továrny.